# 佐治·祖高域
佐治·祖高域（塞尔维亚语：／；1995年7月17日—）是一名塞爾維亞網球運動員和塞爾維亞公開賽賽事總監。他是諾華克·祖高域和馬高·祖高域的弟弟。

## 外部連結
- 佐治·祖高域（英文/西班牙文）的官方資料
- 佐治·祖高域的官方资料